# Власний рух
Вла́сний рух (світила) — кутове зміщення видимого розташування світила на небесній сфері, пов'язане із його рухом відносно Сонячної системи. Отже, власний рух не зовсім «власний» (тобто, притаманний саме якій-небудь зорі), оскільки до нього включається й компонента, обумовлена рухом Сонця.
Слід зазначити, що власного руху не стосуються періодичні зміни координат зір, які зумовлено рухом планети Земля. Це явища прецесії, нутації, аберації світла та паралаксу. Більшість із них було вивчено астрономами XVIII—XIX сторіччя (від Джеймса Бредлі до Фрідріха-Вільгельма Бесселя) і визначено сталі цих фундаментальних в астрономії величин. Вони визначають перетворення спостережних координат до деяких усереднених у екваторіальній системі координат відповідної епохи, що не залежать від руху нашої планети.
1997 року Міжнародний астрономічний союз ухвалив міжнародну небесну систему координат як новий стандарт. У цій системі початком відліку є барицентр сонячної системи, отже, рух Землі не впливає на визначення міжнародних небесних координат (за визначенням).

## Історія
1718 року Едмонд Галлей звернув увагу на зміни у розташуванні на небосхилі кількох яскравих зір порівняно з каталогом Птолемея — Гіппарха, від часу складання якого тоді минуло дві тисячі років. Наприклад, найяскравіша зоря земного неба — Сіріус — зсунулася майже на півтора діаметра Місяця на південь відносно сусідніх зір, а найяскравіша зоря північного неба — Арктур — на два діаметри. Такі відхилення не можна було пояснити помилками каталогу Птолемея, які не перевищували чверті діаметра Місяця.
Відкриття Галлея невдовзі (1728 року) було підтверджено Джеймсом Бредлі. Періоду «непорушних зір», що тривав в астрономії майже 2000 років, настав кінець.
На початку XX сторіччя точність вимірювання небесних координат становила частки кутової секунди, власні рухи були відомі із точністю на порядок вищою.
У Попередньому загальному каталозі Льюїса Босса (1910) наведено власні рухи 6188 зір на епоху 1900 року, а остаточна версія Загального каталогу, видана його сином Бенджаміном 1936 року, містила дані про 33 342 зорі.
Спостереження довели, що зорі зі значними власними рухами (більше кутової секунди на рік) здебільшого розташовані неподалік.
Фотографічні методи дослідження, які почали широко впроваджуватися в астрономії з кінця XIX сторіччя, дозволили скласти майже повний перелік зір зі значними власними рухами (шляхом порівняння зображень фотографічних оглядів неба, зроблених із проміжком у багато років). Точність визначення власних рухів у фундаментальних каталогах кінця XX сторіччя досягла кількох кутових мілісекунд, а загальна кількість зір, для яких було визначено власні рухи, 1995 року перевищувала 50 тис. Проте більшість зір настільки далекі від нас, що їх власні рухи дуже малі (менше кутової мілісекунди на рік).
Новим значним кроком у вивченні власних рухів стали космічні телескопи. Завдяки місії Hipparcos (1997) координати близько мільйона зір стали відомі з набагато вищою точністю, а, значить, стало можливим обчислити й їх власні рухи.

## Визначення власних рухів

Компоненти власного руху на небесній сфері (шлях зорі показано пунктирною стрілкою).
CNP — Північний полюс світу,
V — точка весняного рівнодення,. Власний рух — вектор μ, α = пряме піднесення, δ = схилення, θ = позиційний кут.

Власний рух зазвичай позначається грецькою літерою {\displaystyle \mu \ }.
Він визначається двома компонентами: позиційним кутом та величиною цього руху. Позиційний кут вказує напрям руху на небесній сфері (0° означає рух у напрямку північного полюсу світу), а величина власного руху (у кутових секундах на рік) визначається другою компонентою.
Власний рух також може бути подано як зміну обох небесних координат:
- прямого піднесення (μα)
- схилення (μδ).

Саме такий варіант здебільшого застосовується в астрономічних каталогах, оскільки традиційно власний рух визначали за кожною координатою окремо.
Співвідношення між двома варіантами визначення:
| {\displaystyle \ \mu ^{2}} | {\displaystyle ={\mu _{\delta }}^{2}+{\mu _{\alpha }}^{2}\cdot \cos ^{2}\delta \ ,} |
де δ — схилення. Множник cos δ враховує той факт, що умовний радіус кола небесної сфери зменшується як cos δ, наприклад, стає нульовим на полюсі. Тобто внесок компоненти руху, паралельної небесному екватору, у загальну величину зменшується з наближенням до полюсів.
Позиційний кут θ пов'язаний із компонентами таким чином:
| {\displaystyle \ \mu _{\delta }}             | {\displaystyle =\mu \cos \theta \ }  |
| {\displaystyle \ \mu _{\alpha }\cos \delta } | {\displaystyle =\mu \sin \theta \ .} |
Припустимо, що об'єкт пересувається протягом року із точки з координатами (α, δ) до точки з координатами (α1, δ1). Тоді зміна кутових координат (у кутових секундах на рік) і буде його власним рухом:
| {\displaystyle \ \mu _{\alpha }=\alpha _{1}-\alpha \ }  |
| {\displaystyle \ \mu _{\delta }=\delta _{1}-\delta \ .} |
Якщо власні рухи зір невеликі, такий спосіб обчислення матиме значну похибку (оскільки координати майже збігаються). Точніше можна визначити власний рух, порівнюючи зміну координат, яка накопичується протягом декількох років (або десятиріч). Якщо координати небесного тіла становлять (α1, δ1), а потім змінюються на (α2, δ2), компоненти власного руху можна обчислити за такими формулами:
| {\displaystyle \ \mu _{\alpha }={\frac {\alpha _{2}-\alpha _{1}}{t_{2}-t_{1}}}\ }  |
| {\displaystyle \ \mu _{\delta }={\frac {\delta _{2}-\delta _{1}}{t_{2}-t_{1}}}\ .} |

## Поперечна та просторова швидкість

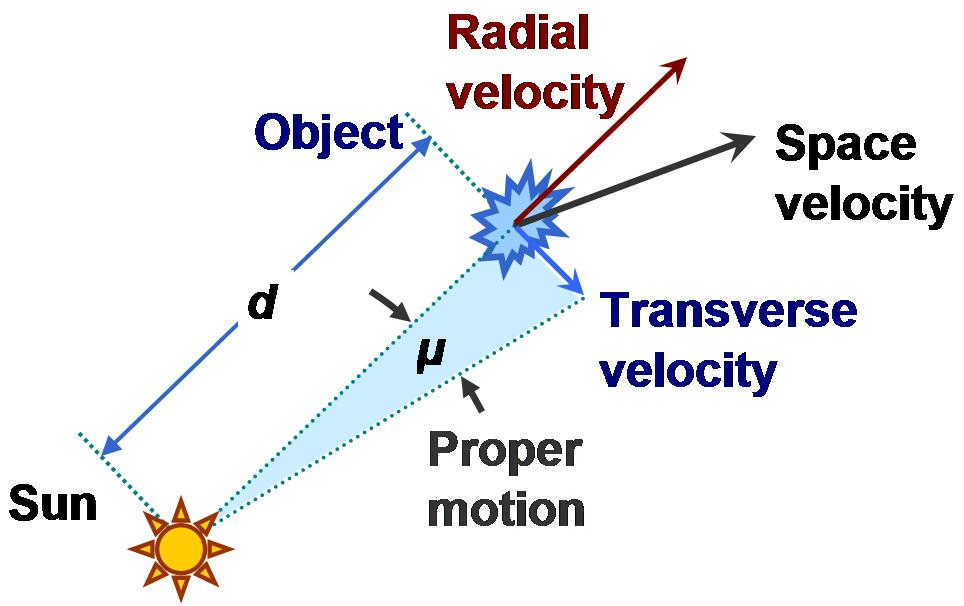
Співвідношення між власним рухом та компонентами швидкості. Ілюструється, що кут власного руху μ визначається саме поперечною компонентою швидкості v_{t}.

Поперечна відносна швидкість Vt (проєкція відносної швидкості на небесну сферу) визначається за формулою {\textstyle V_{t}=4.74*{\mu \ *D}}, де:
- μ — власний рух (у кутових мілісекундах на рік);
- D — відстань (у парсеках) 
швидкість визначається в кілометрах на секунду[9].

Для Сіріуса (μ = 1,315»; D = 2,7 пк) це означає швидкість 17 км/с, для Арктура (μ = 2,287"; D = 11,1 пк) — 120 км/с.
Повну (або просторову) відносну швидкість V можна визначити з врахуванням її радіальної компоненти Vr, яку визначають за доплерівським зсувом окремих ліній у спектрах. Оскільки вона перпендикулярна поперечній складовій, то
{\displaystyle V={\sqrt {V_{r}^{2}+V_{t}^{2}}}}

## Значення в астрономії
Вивчення власних рухів зір дозволило зробити важливі висновки щодо обертання Чумацького Шляху й руху в ньому Сонця. Сонце разом з іншими зорями обертається навколо центра нашої Галактики приблизно круговою орбітою радіусом 8 ± 0,65 кпк зі швидкістю близько 220 км/с, яку можна вважати швидкістю обертання Галактики на цьому радіусі. Період обертання становить близько 230 млн років. Наразі рух Сонця орбітою спрямований у напрямку сузір'я Лебедя.
Власний рух галактик у Місцевій групі детально описано у Röser. 2005 року було зроблено перші вимірювання власного руху Галактики Трикутника (M33), третьої за розмірами спіральної галактики в Місцевій групі, розташованій на відстані 860 ± 28 кпк від Чумацького Шляху. Хоча галактика Андромеди рухається відносно нашої Галактики, і їх зіткнення передбачено десь через 5—10 мільярдів років, проте власний рух галактики Андромеди, яка перебуває на відстані близько 786 кпк, залишається невизначеним із верхньою межею ≈100 км/с.

## Зорі з найбільшим власним рухом
Далі наведено зорі з найбільшим власним рухом за даними каталогу Hipparcos.
| № | Зоря                           | Власний рух          | Власний рух  | Радіальна швидкість (км/с) | Паралакс (mas) |
| № | Зоря                           | μα · cos δ (mas/рік) | μδ (mas/рік) | Радіальна швидкість (км/с) | Паралакс (mas) |
| - | ------------------------------ | -------------------- | ------------ | -------------------------- | -------------- |
| 1 | Зоря Барнарда                  | −798,71              | 10337,77     | −106,8                     | 549,30         |
| 2 | Зоря Каптейна                  | 6500,34              | −5723,17     | +245,5                     | 255,12         |
| 3 | Грубрідж 1830                  | 4003,69              | −5814,64     | −98,0                      | 109,22         |
| 4 | Лакайль 9352                   | 6766,63              | 1327,99      | +9,7                       | 303,89         |
| 5 | Глієзе 1 (CD -37 15492) (GJ 1) | 5633,95              | −2336,69     | +23,6                      | 229,32         |
| 6 | HIP 67593                      | 2282,15              | 5369,33      | —                          | 76,20          |
| 7 | 61 Лебідь A & B                | 4133,05              | 3201,78      | −64,3                      | 287,18         |
| 8 | Лаланд 21185                   | −580,46              | −4769,95     | −85,0                      | 392,52         |
| 9 | Епсилон Індіанця               | 3961,41              | −2538,33     | −40,4                      | 275,79         |

## Цікаві факти
- 1992 року вельми помітна зірка ρ Орла стала першою, що змінила сузір'я внаслідок власного руху. Вона опинилася в сузір'ї Дельфіна. Наступною такою зіркою буде γ Різця (3,8m) — близько 2400 року вона перейде до сузір'я Голуба[20].
- Зоря Барнарда має найбільший власний рух серед усіх зір (10,3" на рік), за що отримала назву Летючої. Її поперечна швидкість відносно Сонця становить близько 90 км/с, а враховуючи радіальну складову (107 км/с), повна відносна швидкість становить 140 км/с.
- Найбільшу просторову швидкість відносно Сонця серед близьких зір має Вольф 424, що рухається зі швидкістю 555 км/с (це 1/540 частка швидкості світла).